# Tetracneminae
Die Tetracneminae bilden eine Unterfamilie der Encyrtidae innerhalb der Überfamilie der Erzwespen (Chalcidoidea). Das Taxon geht auf den US-amerikanischen Entomologen Leland Ossian Howard im Jahr 1892 zurück.

## Verbreitung
Die Tetracneminae sind kosmopolitisch verbreitet. In Nordamerika ist die Unterfamilie mit 100 Arten in etwa 30 Gattungen vertreten. Einzelne Arten wurden zur biologischen Schädlingsbekämpfung in anderen Regionen eingeführt, beispielsweise Anagyrus dactylopii von Hongkong nach Hawaii, um Nipaecoccus vastator, ein Schädling an Zitruspflanzen, zu bekämpfen.

## Lebensweise
Fast alle Arten der Tetracneminae sind als Parasitoide von Schmierläusen (Pseudococcidae) bekannt.

## Innere Systematik
Die Tetracneminae umfassen etwa 110 Gattungen mit etwa 815 Arten. Weiterhin wird die Unterfamilie von mehreren Autoren in verschiedene Tribus gegliedert, darunter:
- Aenasiini Kerrich, 1967
- Anagyrini Hoffer, 1953
- Dinocarsini Hoffer, 1953
- Tetracnemini Howard, 1892

Im Folgenden eine Liste der Gattungen der Tetracneminae nach Noyes (2019):
- Acerophagoides Blanchard, 1940
- Adektitopus Noyes & Hayat, 1984
- Aenasius Walker, 1846
- Aeptencyrtus De Santis, 1964
- Aglyptus Foerster, 1856
- Alamella Agarwal, 1966
- Allocerellus Silvestri, 1915
- Amasyxia Noyes, 2000
- Ameniscocephalus Girault, 1915
- Anagyrietta Ferriere, 1955
- Anagyrus Howard, 1896
- Ananusia Girault, 1917
- Anikera Hayat, 2013
- Anomalencyrtus Hayat & Verma, 1980
- Anomalicornia Mercet, 1921
- Anusia Foerster, 1856
- Anusioptera Brues, 1910
- Apoleptomastix Kerrich, 1982
- Aquaencyrtus Hoffer, 1952
- Arabencyrtus Hayat, 2014
- Asencyrtus Trjapitzin, 1972
- Asitus Erdos, 1955
- Bactritopus Trjapitzin, 1989
- Blepyrus Howard, 1898
- Bureshiella Hoffer, 1983
- Callaincyrtus Prinsloo & Annecke, 1979
- Callipteroma Motschulsky, 1863
- Ceraptrocerella Girault, 1918
- Charitopus Foerster, 1856
- Chrysoplatycerus Ashmead, 1889
- Cladiscodes Subba Rao, 1977
- Clausenia Ishii, 1923
- Coccidoxenoides Girault, 1915
- Cryptanusia Girault, 1917
- Cryptoplatycerus Trjapitzin, 1982
- Cyrtocoryphes Timberlake, 1926
- Dicarnosis Mercet, 1921
- Dinocarsiella Mercet, 1921
- Dinocarsis Foerster, 1856
- Dusmetia Mercet, 1921
- Ectromatopsis Compere, 1947
- Eocencnemus Simutnik, 2002
- Eotopus Noyes & Hayat, 1984
- Epanusia Girault, 1913
- Eremophasma Sugonjaev & Trjapitzin, 1979
- Ericydnus Haliday, 1832
- Euzkadiella Mercet, 1922
- Extencyrtus Noyes & Woolley, 1994
- Gafsa Thuroczy & Trjapitzin, 1990
- Gavria Noyes, 2000
- Grandiclavula Zhang & Huang, 2001
- Gyranusoidea Compere, 1947
- Hambletonia Compere, 1936
- Hipponactis Noyes, 2000
- Hofferencyrtus Boucek, 1977
- Holanusomyia Girault, 1915
- Holcencyrtus Ashmead, 1900
- Incisencyrtus Prinsloo, 1988
- Leptomastidea Mercet, 1916
- Leptomastix Foerster, 1856
- Lutherisca Ghesquiere, 1946
- Lyka Mercet, 1921
- Manicnemus Hayat, 1981
- Marxella Girault, 1932
- Mashhoodia Shafee, 1972
- Metaphaenodiscus Mercet, 1921
- Mira Schellenberg, 1803
- Mohelencyrtus Hoffer, 1969
- Mohelniella Hoffer, 1964
- Monodiscodes Hoffer, 1953
- Monodiscodes Hoffer, 1954
- Monstranusia Trjapitzin, 1964
- Moraviella Hoffer, 1954
- Neocharitopus Hayat, Alam & Agarwal, 1975
- Neodusmetia Kerrich, 1964
- Neorhopus Girault, 1917
- Nesebaria Hoffer, 1970
- Notodusmetia Noyes, 1988
- Odiaglyptus Noyes, 1988
- Paraclausenia Hayat, 1980
- Paracopidosoma Hoffer, 1957
- Paraenasioidea Hoffer, 1953
- Paramasia Hoffer, 1953
- Paranathrix Myartseva, 1980
- Parapyrus Noyes, 1984
- Parectromoidella Girault, 1915
- Pelmatencyrtus De Santis, 1964
- Peneax Noyes, 2000
- Phasmocephalon Trjapitzin, 1977
- Phasmocera Trjapitzin, 1971
- Phasmopoda Trjapitzin, 1977
- Praleurocerus Agarwal, 1974
- Pseudleptomastix Girault, 1915
- Rhopus Foerster, 1856
- Ruanderoma Noyes & Hayat, 1984
- Sakencyrtus Hayat, 1981
- Savzdargia Trjapitzin, 1979
- Schilleriella Ghesquiere, 1946
- Taftia Ashmead, 1904
- Tetracnemoidea Howard, 1898
- Tetracnemus Westwood, 1837
- Tricladia Mercet, 1918
- Trjapitzion Simutnik, 2018
- Tshudo Trjapitzin, 2002
- Vosleria Timberlake, 1926
- Xanthoectroma Mercet, 1925
- Xenanusia Girault, 1917
- Yasumatsuiola Trjapitzin, 1977
- Zaplatycerus Timberlake, 1925
- Zarhopalus Ashmead, 1900